# タジキスタン

タジキスタン共和国
Ҷумҳурии Тоҷикистон（タジク語）
Республика Таджикистан（ロシア語）

国の標語：なし
国歌：Суруди Миллии Тоҷикистон（タジク語）
『タジキスタンの国歌』

1. 

タジキスタン共和国（タジキスタンきょうわこく、タジク語: Ҷумҳурии Тоҷикистон）、通称タジキスタンは、中央アジアに位置する共和制国家。首都はドゥシャンベである。内陸国で、南にアフガニスタン、東に中華人民共和国、北にキルギス、西にウズベキスタンと国境を接する。また、パキスタンとはアフガニスタンのワハーン回廊によって隔てられている。
ソビエト連邦の崩壊に伴い独立し、ロシア連邦など旧ソ連諸国による独立国家共同体（CIS）などに参加している。人口は現時点で約1千万人程度。

## 概要
タジキスタンは中央アジアにおいて国土面積が最小の国家であり、パミール高原の麓に位置する。これに伴い国土の90%以上が山岳地帯である。同国の人口の大多数はイスラム教のスンニ派を信仰している。
この地域は嘗てサラズム市を含む新石器時代と青銅器時代の文化の中心地であり 、その後、オクサス文明、アンドロノヴォ文化、仏教、ネストリウス派キリスト教、ヒンドゥー教、ゾロアスター教、マニ教、イスラム教を含む様々な信仰と文化を持つ人々が統治する王国の中心地となった。
当該地域は、アケメネス朝、サーサーン朝、エフタル帝国、サーマーン朝、モンゴル帝国を含む複数の帝国と王朝によって支配されて来た。ティムール朝とブハラ・ハン国によって支配された後、ティムール朝ルネサンスが栄えた。後にロシア帝国に征服され、その後ソビエト連邦（以下は ソ連）の一部（タジク・ソビエト社会主義共和国。以下は タジク・ソビエト）となる。
1991年、ソ連が崩壊する中でタジク・ソビエトは「独立した主権国家」であることを同年9月9日付で宣言し共和制へ移行した。独立後は、内戦が勃発し1992年5月から1997年6月にかけて続いた。戦争終結後、新たに確立された政権と外国援助により、国内の経済は成長した。1994年以降は権威主義体制を敷くエモマリ・ラフモンによって率いられており、その政権下における人権侵害の記録は現今も批判されている。
タジキスタンは4つの州からなる大統領制の共和国である。タジク人が同国の民族的多数派を形成しており 、彼らの主要言語はペルシア語の一種であるタジク語でロシア語がソ連時代の名残から共通語として使用されている。反面で随一の自治州となるゴルノ・バダフシャンでは言語の多様性が見られ、タジク語以外にルシャン語、シュグニー語、イシュコシム語、ワハン語などが話されている。
また、この国の国境は1929年のソ連時代に、同連邦の構成共和国となる前のウズベキスタン地域の自治共和国として区分されていたときに制定されたものを基本としている。
同国は憲法上では世俗主義とされているが、名目上は国民の97.5%がイスラム教を信仰している。傍ら、出稼ぎによる送金とアルミニウムおよび綿花の生産に依存する移行経済を構成する発展途上国となっている。
天然資源が豊富な土地であるものの、国土の 93%が山地で占められている点や開発途上状態である点からインフラストラクチャーの未開発が顕著であり、インフラ不足によってその採掘が妨げられている問題を今も抱えている。
タジキスタンは現在、国際連合（UN）、独立国家共同体（CIS）、欧州安全保障協力機構（OSCE）、イスラム協力機構（OIC）、経済協力機構（ECO）、上海協力機構（SCO）、集団安全保障条約（CSTO）の加盟国であり、北大西洋条約機構（NATO）の平和のためのパートナーシップ（PfP）の一員でもある。

## 国名
正式国名は、Ҷумҳурии Тоҷикистон（読みは、ジュムフーリーイ・トージーキストーン、あるいはジュムフーリーイ・タージーキスターン）。通称は、Тоҷикистон。
公式の英語表記はRepublic of Tajikistanで、通称Tajikistan。タジキスタン国民や「タジキスタンの」を意味する形容詞は Tajikistani である。
日本語の表記はタジキスタン共和国で、通称タジキスタン。
タジク人たちは遊牧をしていたアーリア系スキタイ遊牧民である。タジク人たちはテュルク人たちと住み、多くの遊牧民に遊牧の文化を伝えた。国名はタジク人の自称民族名 Тоҷик（タージーク、トージーク）と、タジク語で「～の国」を意味する -истон の合成語である。タジク（ペルシア語ではタージーク、tājīk）の語源は明らかではないが、中国の唐朝がイスラム帝国を指した「大食」（タージー）と同じで、元はペルシア語で「アラブ人」を意味した語であると言われ、のちにアラブ人からイスラム教を受け入れたペルシア・イラン系の人々のことを指すようになったと言われる。アラビア語、タジク語、ペルシア語、ダリー語で "تاج Tāj" は「王冠」を意味し、単純には「冠の人たちの国」となる。現在でもタジキスタン国内で国名の由来を説明するときに用いられる通説である。

## 歴史

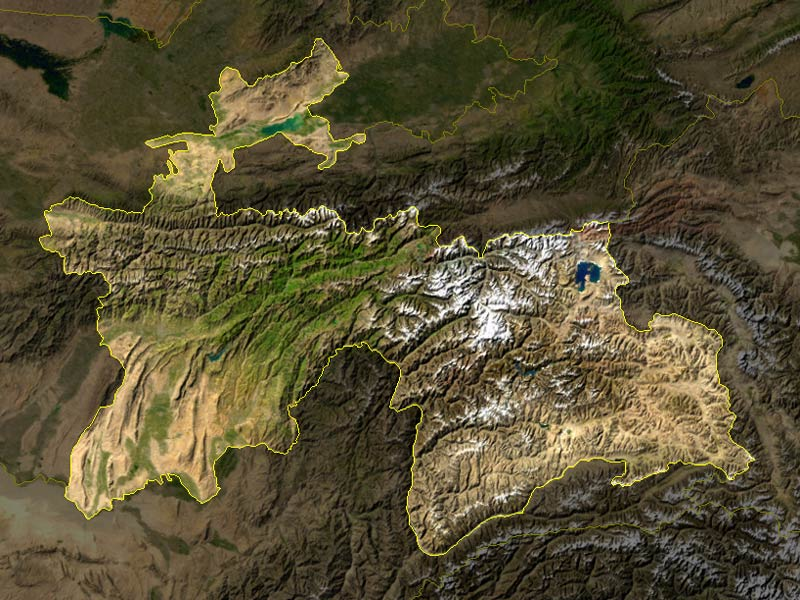
タジキスタンの衛星写真

### 紀元前から近世
紀元前2000年から紀元前1000年にかけて、アーリア系のスキタイという遊牧民部族がユーラシア・ステップの草原から中央アジアに移住し、オアシス地方で独自の文化を作り上げていた。
現在のタジキスタンの領土に相当する地域は、古代より最盛期のアケメネス朝ペルシア帝国の東部辺境としてギリシア世界に知られ、様々な民族の往来・侵入・支配を受けつつも果敢に反撃。パミール高原を境とする中国、インド、アフガニスタン、イラン、中東の結節点としての「文明の十字路」たる地位を確立してきた。反撃の過程ではスピタメネス（タジク語では「スピタメン」）を輩出した。同時に山岳地域は被征服民族の「落武者の隠れ里」として、各地のタジク語諸方言だけでなく、ヤグノビ語、シュグニー語、ルシャン語、ワヒ語などのパミール諸語を話す民族を今日まで存続させてきた。

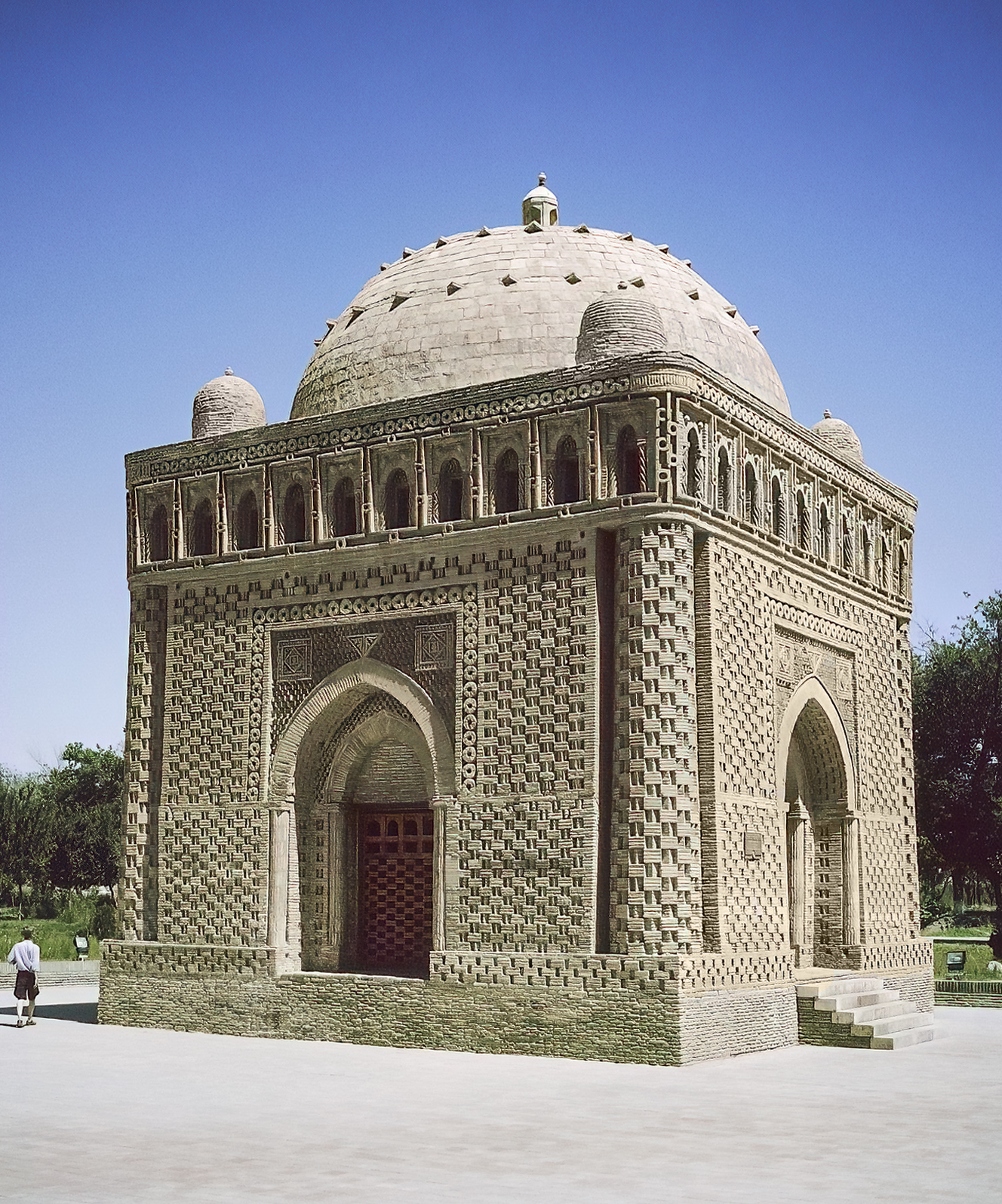
サーマーン朝のイスマーイール・サーマーニー廟

7世紀のイスラーム教徒のペルシア征服の後、8世紀に西方からアラブ人が到来し、イラン系の言語を話していたこの地域の住民たちの多くはイスラム教を信奉するようになり、9世紀には現在のタジキスタンからウズベキスタンにかけての地域で、土着のイラン系領主がブハラを首都にサーマーン王朝を立てた。しかし、サーマーン朝は同地域でのタジク系最後の独立王朝となる。やがてテュルク民族が到来すると、タジキスタンとウズベキスタン、アフガニスタン、イランなどにかけて広く居住するイラン系の言語を話すムスリム（イスラム教徒）定住民たちは都市部においては侵入してきたテュルク語系諸民族と混住し、テュルク系言語とイラン系言語のバイリンガルが一般的となった。双方の民族とも民族としてのアイデンティティは低く、たとえば「タジク」という呼称よりも、出身地により自らを「サマルカンド人」や「ブハラ人」などと呼ぶなど、出身都市や集落に自己のアイデンティティを求めることが多かったようである。
16世紀にはタジクたちの中心地域であるマー・ワラー・アンナフル（ウズベキスタン中央部からタジキスタン北西部）に、ヴォルガ川流域で強大になったウズベク人（シャイバニ・ウズベク族）が侵入し、ウズベク族の建てたブハラ・ハン国の支配下に入る。
アングロ・ペルシア戦争（1856年 - 1857年）後にパリ条約が締結されると、ガージャール朝がヘラートから手を引いた。19世紀にロシア帝国では軽工業を基幹とする産業革命が進行していたが、1860年代前半にアメリカ合衆国で勃発した南北戦争の影響から、それまでアメリカ合衆国南部で奴隷制プランテーション農業によって生産されていた綿花の値段が上昇したため綿花原料の確保が困難となり、ロシア帝国では「安い綿原料の確保」ばかりでなく、「大英帝国による中央アジアの植民地化阻止」および「平原を国境とすることの危険性」といった観点から、中央アジアへの南進および領土編入・保護国化が進められ（グレート・ゲーム）、1868年にブハラ・ハン国はロシアの保護国となった。

### 20世紀以降

ブハラ人民ソビエト共和国の国旗

20世紀初頭のオスマン帝国は1904年から1905年にかけての日露戦争での日本の活躍をほとんど注目しておらず、むしろロシアと敵対関係にあったブハラ・ハン国の政府に支援されたブハラからの留学生が留学先のドイツ帝国の首都ベルリンでロシアが日本に敗れたことを知り、ブハラ・ハン国とその同盟国たるオスマン帝国に知らせている。その留学生らは、日本の近代化の原動力を明治維新だと知ると、同じような自由主義革命の気運がガージャール朝ペルシア（1906年から始まったイラン立憲革命）やオスマン帝国（1908年から始まった青年トルコ人革命）に拡大した。しかし、ロシアの力があまりに強大だったウラル山脈地域や中央アジアでは、社会主義革命に民族自決のための希望を見出した。
ロシア革命の影響を受けたブハラ青年らは保守的なブハラ・ハン国を倒壊し、1920年にブハラ人民ソビエト共和国を打ち立てた。しかし、1924年、ソビエト政府は中央アジアの各自治共和国を民族別の共和国に分割統治再編する「民族境界区分」の画定に踏み切り、それまでテュルクの定住民とまとめて「サルト」と呼ばれてきたイラン系のタジクたちが、タジク民族として公認されるとともに、ブハラの東部とトルキスタン自治ソビエト社会主義共和国の南部が切り分けられて現在のタジキスタンの領域にタジク自治ソビエト社会主義共和国が設置された。
このように、中央アジア地域ではナポレオンやフィヒテの唱えた西欧型「民族自決」の言葉と引き換えに、本来の民族共生というアジア的な優れた生き方を少なくとも政府のイデオロギーレベルでは失うことになり、本来は中央アジア諸国が一団となれば巨大な経済圏となるはずであったのが、結果的に諸国の分立と少数民族と多数派民族とのあらゆる格差を生み出すことになった。以上のような考え方はタジクへももたらされたものの、第一次世界大戦後のトルコ革命後にパミール地方へ逃れたエンヴェル・パシャ将軍らが唱えた「汎テュルク主義」はロシアとの対立を望まないケマル・アタチュルク率いる新生トルコ共和国により却下され、反ロシア・反ソヴィエトのバスマチ抵抗運動は旧地主・支配階層による抵抗運動の枠を超えられず、中央アジア諸民族の結束力の弱さを体現している。この旧地主・支配階層は、その後アフガニスタンに逃れ、一部はペルシャ湾岸諸国やイラン、あるいは西欧に亡命して現在に至っている。一方で1929年12月5日に、タジクはウズベク・ソビエト社会主義共和国から分離し、ソビエト連邦構成国の一つであるタジク・ソビエト社会主義共和国に昇格した。
ソ連時代のタジク・ソビエト社会主義共和国は、スターリン批判後の中ソ対立の文脈で1969年に発生した珍宝島/ダマンスキー島をめぐる中ソ国境紛争の調停の結果、タジキスタンの東部パミール地域にあるゴルノ・バダフシャン自治州にあるムルガーブ県の一部領土が中華人民共和国に割譲されるなど、中央政権にとってのタジキスタンのパミール地域は「削られても痛くない辺境地域」として見られているかと見間違うほどであった。
こうして形成されたタジク国家は1990年に主権宣言を行い、1991年に国名をタジキスタン共和国に改めるとともに、ソ連解体に伴って独立を果たした。1991年11月、タジキスタンの大統領選挙でラフモン・ナビエフが当選し、共産党政権が復活。1991年12月21日、独立国家共同体（CIS）に参加する。ロシアとは集団安全保障条約（CSTO）を通じて軍事同盟関係にあり、国内にロシア連邦軍が駐留している（「国外駐留ロシア連邦軍部隊の一覧#タジキスタン」参照）。

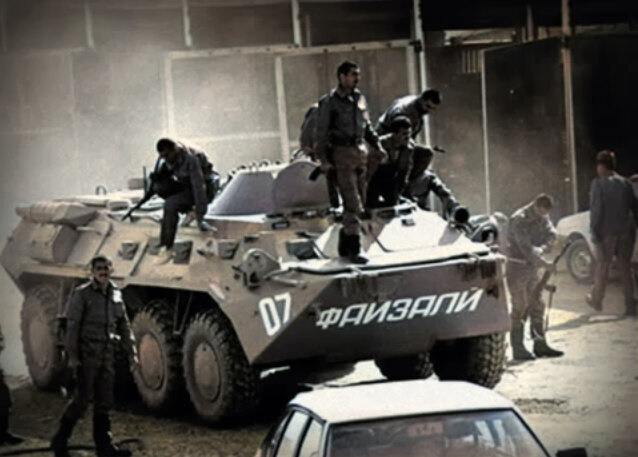
タジキスタン内戦（1992年）

1992年、タジキスタン共産党系の政府とイスラム系野党反政府勢力との間でタジキスタン内戦が起こった。11月に最高会議（共産党系）はエモマリ・ラフモノフ（1952年 - ）を議長に選び新政権を樹立し、1993年春までにほぼ全土を制圧した。1994年4月、最初の和平交渉が行われた。11月の大統領選挙が行われ、1997年6月の暫定停戦合意で反対派は政府ポストの3割を占めた。5万人以上の死者を出した内戦が終わった。エモマリ・ラフモノフ（現在はラフモンと改名）大統領の就任以来、国際連合タジキスタン監視団（UNMOT）の下で和平形成が進められてきたが、1998年には監視団に派遣されていた日本の秋野豊筑波大学助教授が、ドゥシャンベ東方の山岳地帯で武装強盗団に銃撃され殉職する事件が起こった。
1997年に内戦は終結した。UNMOTは2000年に和平プロセスを完了させ、以後は国際連合タジキスタン和平構築事務所（UNTOP）が復興を支援した。2001年の対テロ戦争以来、フランス空軍も小規模ながら駐留している（2008年時点）。
ラフモン大統領の長期政権によって、上海協力機構に加盟してロシアや中国と関係を強化し、アメリカ合衆国とも友好を築き、日本を含む各国の手厚い支援や国連活動によって、21世紀に入ってからは年10パーセントの高成長率を維持しているようである。和平後のマクロ経済成長は順調で負債も順調に返済していたが、2006年に中国が道路建設支援を目玉に大規模な借款を行ったために、タジキスタンのマクロ経済指標の状況はアフリカ諸国並みであり、将来にわたる世界不況に対する不安が残っている。特に、もともと資源・産業の多様性は乏しいうえ、所得の再分配がうまく機能せず、国民の大多数は年収350ドル未満の生活を送っている。旧ソ連各国の中でも最も貧しい国の一つであるが、近年のロシア経済の好転により、出稼ぎ労働者からの送金額が上昇したことから、公式経済データと実体経済との乖離、および出稼ぎ労働者のいない寡婦世帯における貧困の深化が問題となっている。特に、ロシア語の話せない村落部出身の男性は、ロシアでの出稼ぎ先では低賃金肉体労働しか選択肢がなく、過酷な労働による死亡、AIDS若しくは性感染症の持ち込み、あるいはロシア国内での重婚による本国家族への送金の停止など、都市部・村落部を問わず社会的問題は単純な貧困を超えた現象となりつつある。
2011年1月12日、タジキスタン下院は、中国との国境画定条約を批准し、パミール高原の約1,000平方キロメートルが中国に割譲されることになった。アフガニスタンへの支援に適している地政学的重要性からインドが海外初の軍事基地を設置しているほか、中国人民解放軍の駐留基地も存在していることを、米国の『ワシントン・ポスト』は衛星写真や現地取材などをもとに報じている。

### 21世紀
ラフモン政権下の同国は自国民の愛国心を高めるためとして、2007年、大統領自らペルシア風の名前に改名すると、ほぼ全ての公務員が倣ってペルシア風の名前に改名した。また、ソ連時代から用いられ続けていた（公用語としての）ロシア語を2009年に廃止。2016年には出生届に関する新法を施行し、産まれてくる子供に外国名を名付けること（特にロシア語での命名）を禁止している。最近では、テレビ番組に外国風の衣装を身に着けたキャラクターを登場させることを禁止するほか、仕事で海外から渡ってきた人間の母語を含む多言語の使用にも制限が設けられる事態が起こっている。
このほかには、ソ連の名残を払拭する目的から祝祭を規制する法律を厳格化したことが挙げられる。新年を祝うことを禁じ、ヒンドゥー教のホーリー祭を祝う行事に参加した若者を「ハラームに該当する行為」だとして強制的に解散させるといった取り締まりが執行されたほか、学校の卒業パーティーを禁止する方針が固められたり、個人の誕生日を「自宅だけで祝う」ようにさせるなどの措置がとられたりしている。
2018年7月29日、首都ドゥシャンベからアフガニスタン国境に向かう道路を南に約150キロメートル下った付近の地域で、観光目的で現地を訪れていた外国人グループが襲撃され4名が死亡する事件が発生した。
キルギスとの国境線は半分近くが確定しておらず、水資源の奪い合いなどの住民同士のトラブルが国境紛争に発展する危険性をはらんでいる。2021年、2022年には死傷者が生じる軍事衝突が発生した。2022年の衝突は両国首脳が参加して行われた上海協力機構首脳会議の期間中に発生しており、互いに部隊を撤収させることで合意を見たが現地では戦闘は続いた。
2022年10月14日にカザフスタン首都アスタナで開かれた、ロシアと中央アジア5カ国の首脳会議では、ラフモン大統領がロシア連邦大統領ウラジーミル・プーチンに、中央アジア諸国を、ソ連時代のように軽視し、属国のように扱うべきではないと要求する一幕があった。

## 政治

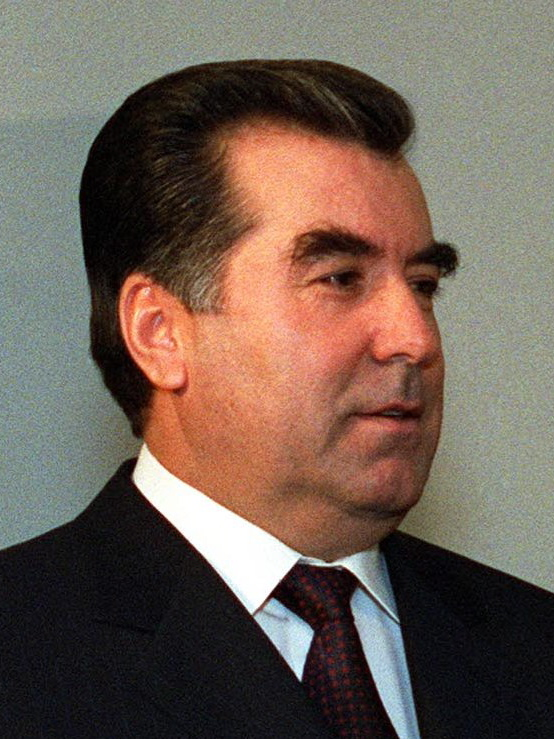
エモマリ・ラフモン大統領

### 政治体制
タジキスタンの政体は共和制をとる立憲国家である。現行憲法は1994年11月に採択されたもの。

### 行政府
タジキスタンの大統領は国家元首として強大な権限を憲法により保障されており、国民の直接選挙で選出される。大統領は首相を任命する。副大統領職は1992年に廃止されている。大統領の任期は7年だが、2016年の国民投票で、現職のラフモン大統領に限り任期制限が撤廃される憲法改正案が承認された。
内閣に相当する閣僚評議会のメンバーは、最高会議の承認のもとに大統領が任命する。

### 立法府
立法府は二院制の最高会議（マジリシ・オリ）で、国民議会（上院、マジリシ・ミリー）と人民代表議会（下院、マジリシ・ナモヤンダゴン）で構成される。国民議会は33議席で、うち25議席は地方議会による選出枠、残りは大統領が任命する。人民代表議会は63議席で、そのうち41議席は小選挙区制、22議席は比例代表制で選出される。両院とも任期は5年。
2015年3月1日には下院選挙が行われた。

### 政党
主要政党には大統領エモマリ・ラフモン（2007年4月14日、ラフモノフから改名）率いるタジキスタン人民民主党、旧ソ連時代の政権党であったタジキスタン共産党、そしてイスラム主義の宗教政党タジキスタン・イスラム復興党の3つがある。この3党は、比例代表制での5%障壁を超えることができた。タジキスタン人民民主党以外は野党つまり反政府派であり、当初の和平協定では反政府派に政府閣僚級ポストの5%が所定枠として当てられ、「民主的国家」を目指すことになっていたが、2006年11月の大統領選挙で現大統領が再選すると野党反政府派は主要ポストからほぼ退かされた状況にある。

### 司法
最高司法機関は最高裁判所で、その裁判官は大統領が任命する。

## 国際関係
タジキスタンは欧州安全保障協力機構の加盟国の一つとなっている。
2020年4月30日に下院は、今後出生届にロシア風の姓やミドルネームを禁止する改正案を可決した。

### 日本との関係
- 駐日タジキスタン大使館
  - 住所：東京都品川区上大崎一丁目5-42 上大崎コンパウンド2階・3階
  - アクセス：JR山手線目黒駅東口、都営浅草線高輪台駅A2出口
- 駐タジキスタン日本大使館

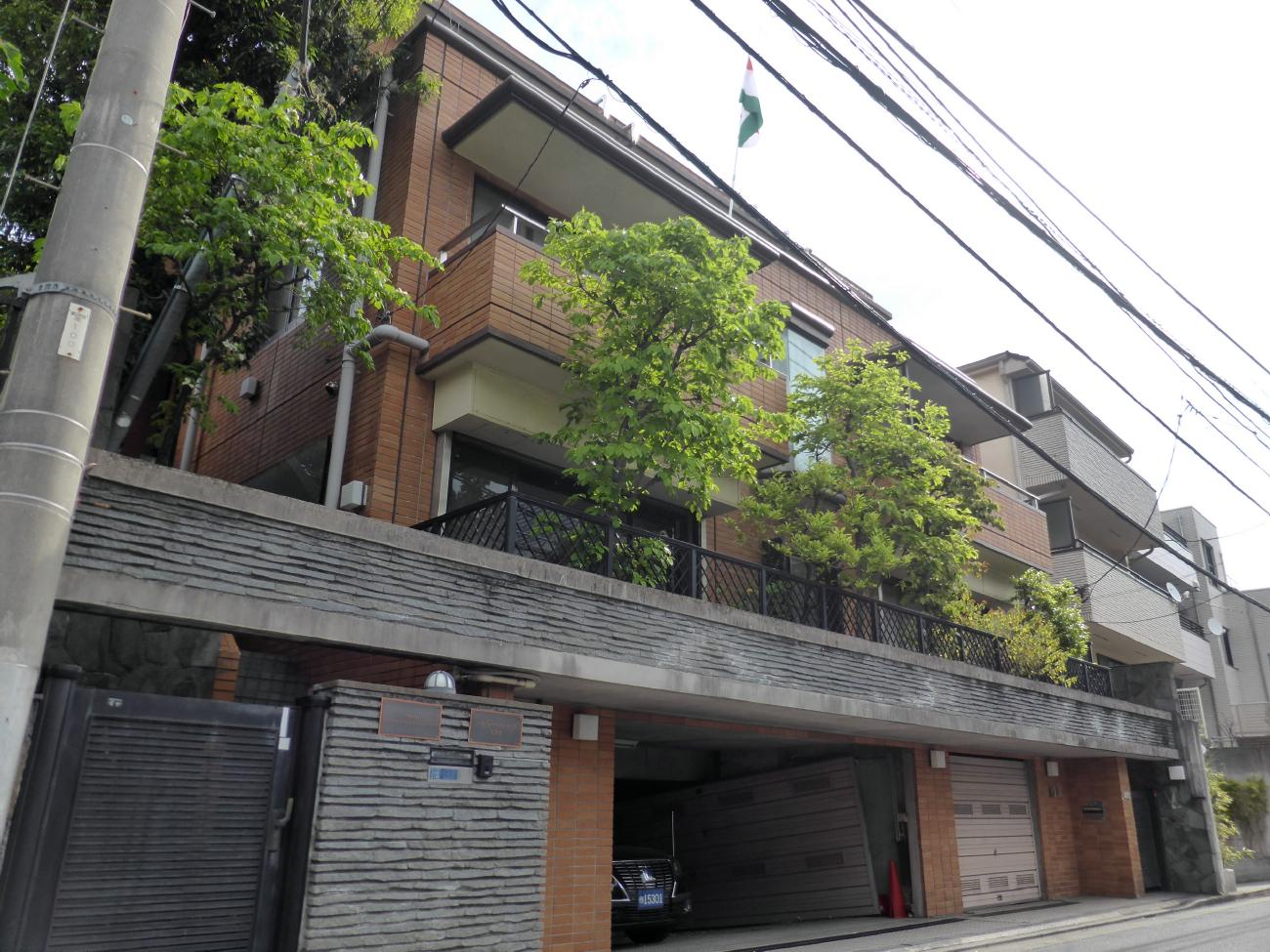
タジキスタン大使館全景
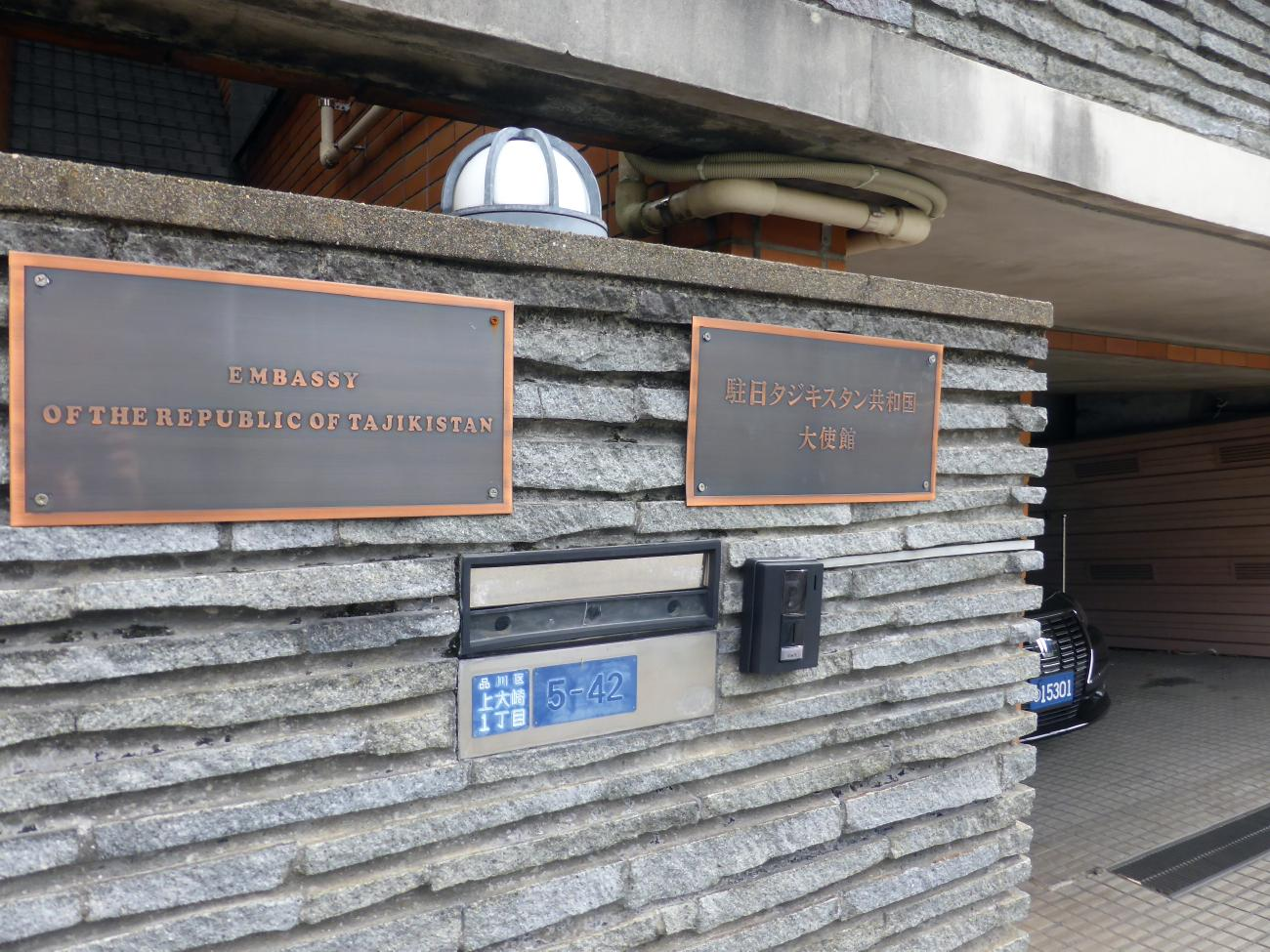
タジキスタン大使館表札プレート

## 地理

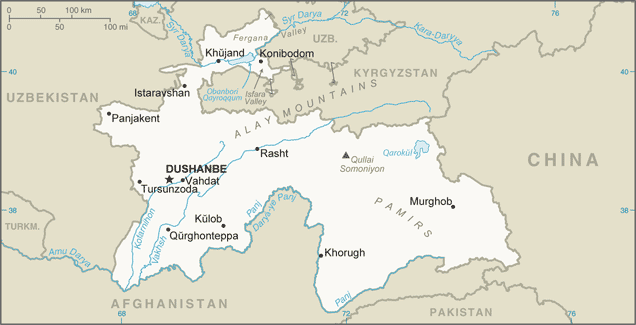
タジキスタンの地図

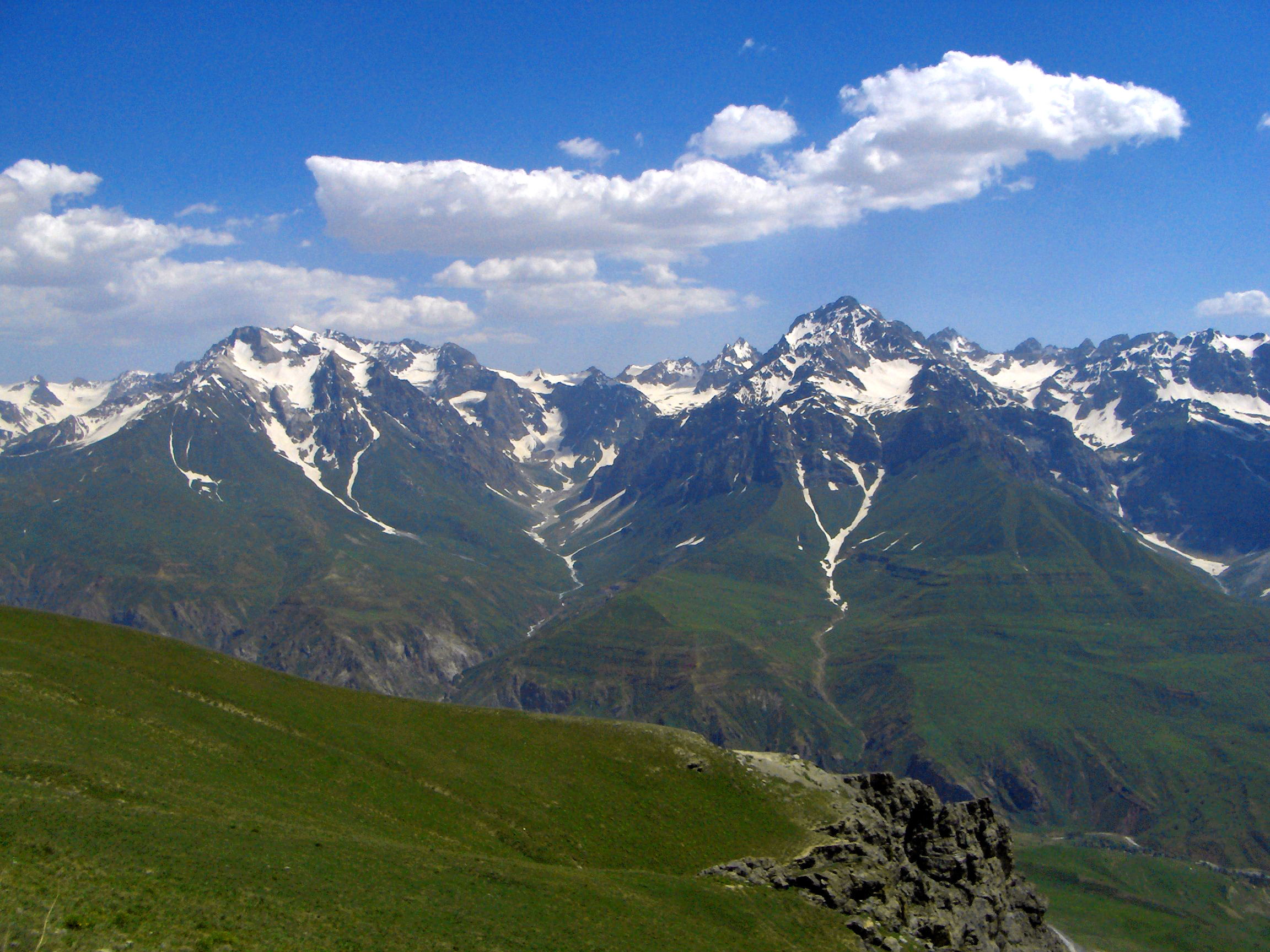
タジキスタンの山々

国土のほとんどは山岳地帯で、国土の半数が標高3,000メートル以上であり、中国との国境に至る東部は7,000メートル級に達するパミール高原の一部である。砂漠地帯も存在するが、先に述べたように山岳地帯が多くの割合を占めている点から他の中央アジア各国とは異なり、砂漠地帯特有の自然災害などは発生していない。
首都のドゥシャンベの標高は700 - 800メートルほどとそれほど高くなく、北西部のフェルガナ盆地は標高300 - 500メートル前後と最も低くなっており、ウズベキスタン、キルギスと入り組んで国境を接している。
一方、パミール地方のゴルノ・バダフシャン自治州の州都ホログは標高2,000メートルを超す。最高峰はイスモイル・ソモニ峰（7,495メートル）、次いでレーニン峰（7,130メートル）、コルジェネフスカヤ峰（7,105メートル）と3つの7,000メートル級の山がある。主要河川は、アムダリヤ川、ヴァフシュ川、パンジ川、バルタン川、ザラフシャン川（旧ソグド川）。

### 気候

ケッペンの気候区分で見たタジキスタンの地図1

ケッペンの気候区分で見たタジキスタンの地図2

タジキスタンの気候は大陸性、亜熱帯性、半乾燥性といった3種類の異なる気候が一つに纏まった状態となっている。また、標高によって気候が大きく変化する特徴を持ち合わせている。
フェルガナ盆地やその他の低地は、山岳によって北極からの気団の影響を受けずにいるが、その反面でこの地域の気温は年間100日以上が氷点下となる。平均気温が最も高い南西部の低地は、亜熱帯性の気候である為に乾燥しているが、一部の地域が現在、農業のために灌漑されている。

### 水系
国土の約2%が湖や池沼で占められている。最もよく知られているのはカラクル湖やイスカンデルクル湖、クリカロン湖、サレス湖、シャダウ湖、ゾルクル湖の6つの湖と、カイラックム貯水池、ヌレック貯水池の2つの貯水池である。また氷河も存在していて、その数は10000を超えるほどに多い。代表的な氷河にはフェドチェンコ氷河が挙げられる。

### 生態系
タジキスタンには5ヶ所の陸生生態地域が存在する。アライ・西天山草原、ギサロ・アライの開放森林地、パミール高山砂漠・ツンドラ地域、バドギズ・カラビル半砂漠、パロパミサス乾燥森林地がこれに該当する。

### 環境問題
タジキスタンの環境問題のほとんどは、ソ連時代に課せられた農業政策に関連している。鉱物肥料と農薬の大量使用は、同国の土壌汚染の主な原因として1991年までに問題視されていた。

## 地方行政区分

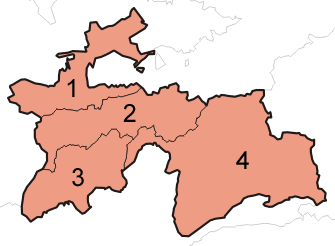
タジキスタンの行政区画

地方は3つの州と1つの自治州に分けられる。すなわち、共和国直轄地（首都ドゥシャンベを含む）、南部のハトロン州（州都ボクタール）、北部フェルガナ盆地方面のソグド州（州都ホジェンド）の2州と、東部パミール高原のゴルノ・バダフシャン自治州（州都ホログ）である。
州より下の行政単位は、行政郡（nohiya）- 地区（jamoat）- 村（deha）あるいは集落地が一般的であり、行政郡の中心部に市（shahrak）を置くこともある。ただし、地方の大きな都市は独立した行政単位であり、特に首都のドゥシャンベは非常に権限の強い行政単位である。ドゥシャンベの内部は区（nohiya）が置かれ、住民自治の一端を担っている。

### 主要都市
その他の主要都市はパンジケント、ガルム、クリャーブなどがある。

## 経済

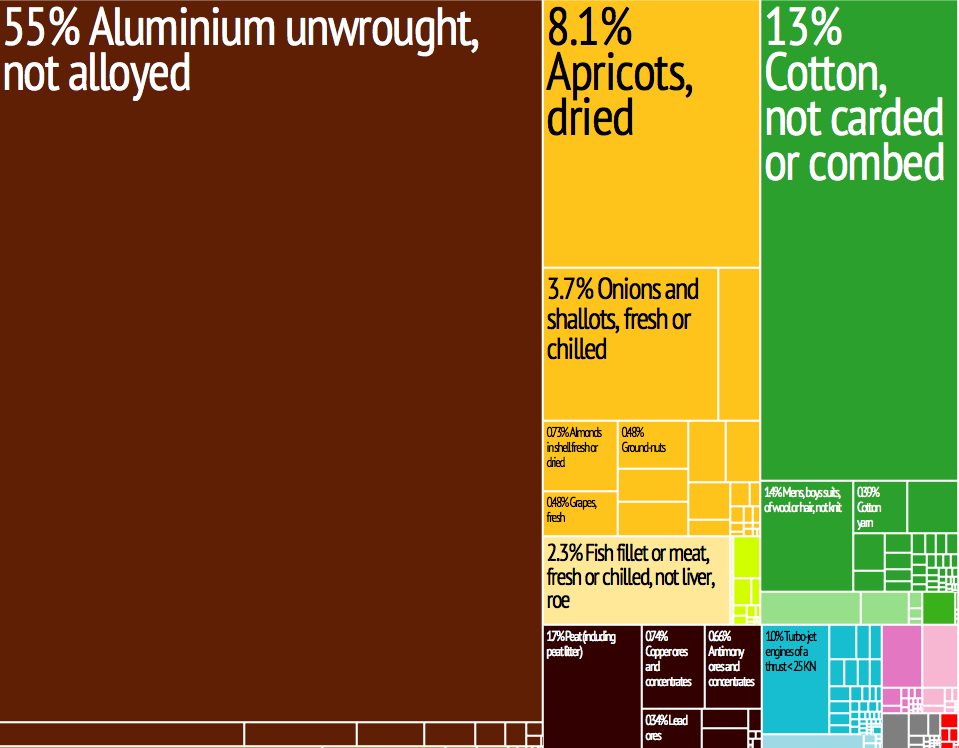
色と面積で示したタジキスタンの輸出品目

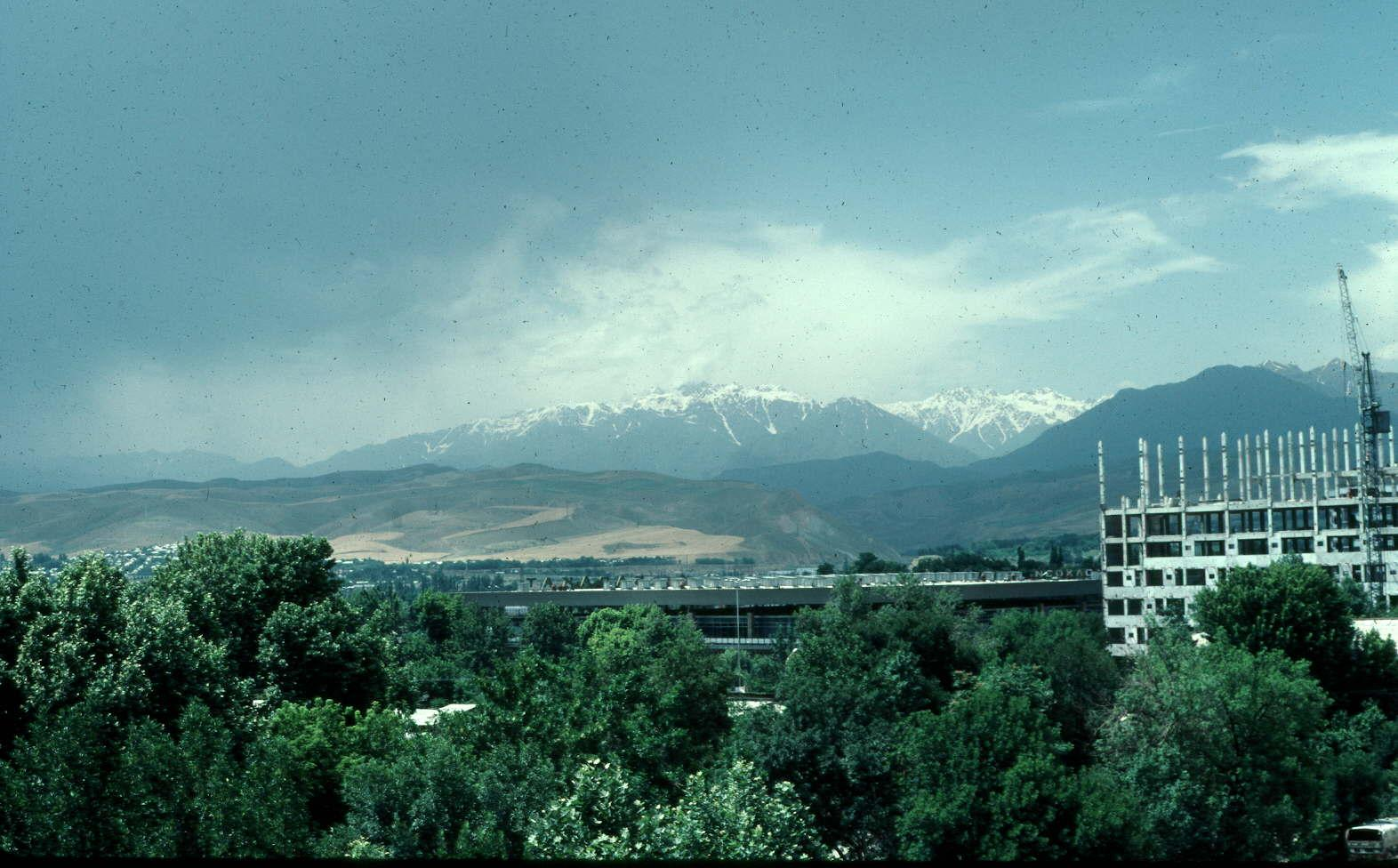
首都ドゥシャンベ

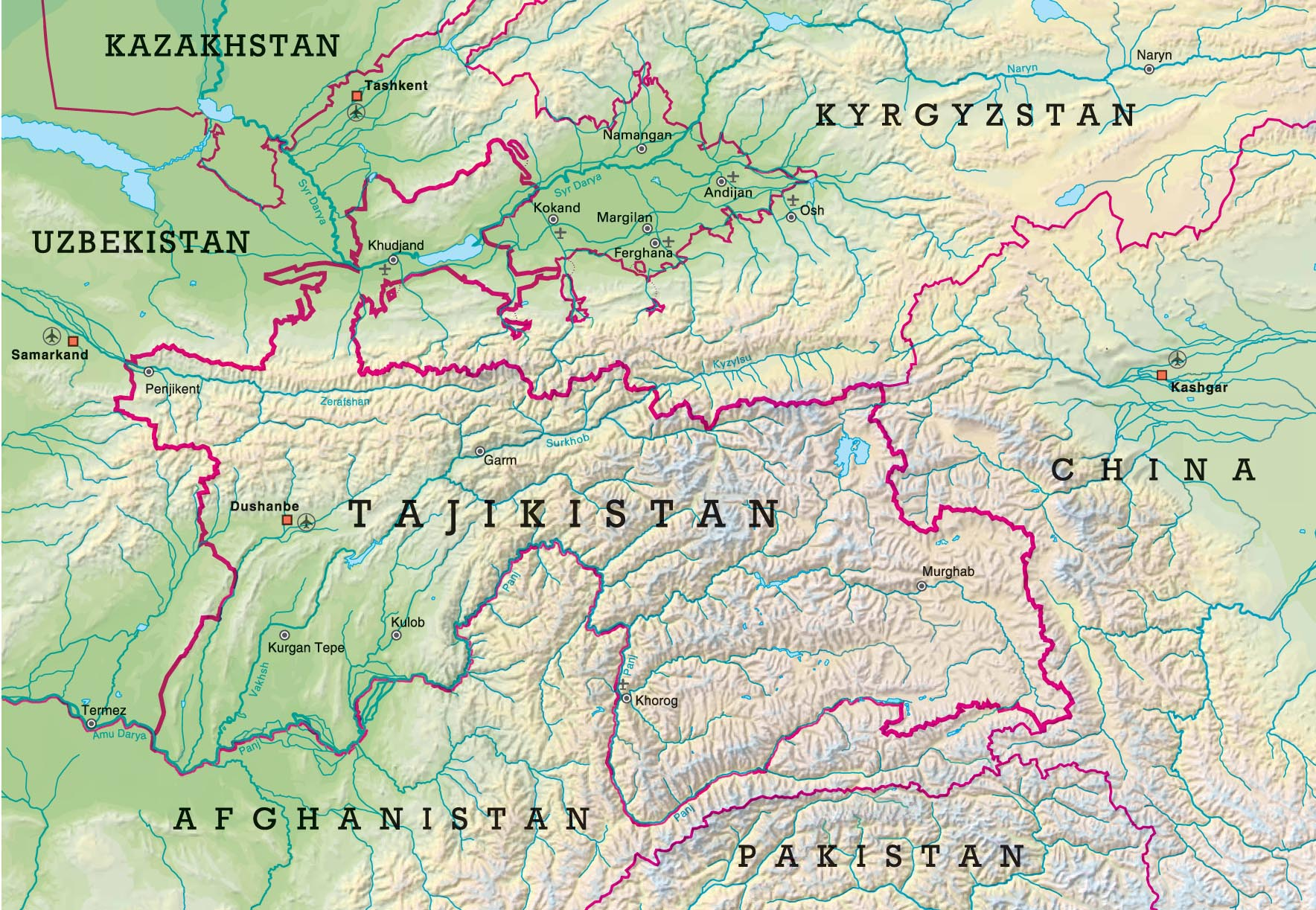
首都ドゥシャンベは西の平野部に位置する

タジキスタンは中央アジアの中で最も貧しいが、タジキスタン内戦終結後の経済発展は著しく、2000年から2004年のGDP成長率は9.6%に達した。主要歳入源はアルミニウム生産、綿花栽培、国外出稼ぎ労働者からの送金である。人口の1割にあたる87万人がロシアで働いて送金し、その額は2016年時点、国内総生産（GDP）の3分の1にあたる。国営Talco社が世界的規模のアルミ精錬を行っている。おもにロシアなど国外での安い労働力提供で得られる仕送りはGDPの36%を超え、貧困層を多く抱えるタジキスタンにとって重要な収入である。
一方、2006年には麻薬押収量世界3位だった。ただし、アフガニスタンからロシアなどへの移送取締りを国連などの協力で実施したため、その効果は上がっているという。アフガニスタン国境の橋が米国により建設されるなどインフラストラクチュア整備が少しずつ進んでいる。
なお、タジキスタンは2013年から世界貿易機関（WTO）に加盟している。傍ら、中央アジア地域経済協力機構（CAREC）の加盟国ともなっており、中央アジア内の4つの共和国と同様に経済協力機構や上海協力機構など幾つかの国際機関へ加入している。
通貨はソモニである。
2038年より、新紙幣の発行が計画されているが、現軍事紛争の継続により、安易に貨幣変更ができない状況となっている。

### 農業
穀物では小麦や米が栽培されている。農産物の中で重きを置かれているのは、ソ連時代から栽培されている綿花であり、ソ連全体でも綿花栽培の重要地域の一つだった。ソ連崩壊後から状況が一転し、近年では農業改革によって作付けの農作物を自由に選べるようになっていることも加わり、栽培の割合が減少傾向にある。作付面積はソ連時代と比べると60%強ほどである。

### 鉱業
アンチモン鉱を2002年時点で3,000トン採鉱した。これは世界第4位であり、世界シェア2.1%に相当する。この他、金、銀、水銀（20トン、世界シェア1.1%）、鉛を産する。有機鉱物資源は亜炭、原油、天然ガスとも産出するが量は多くない。ウラン鉱も存在する。天然ガスはサリカミシュ・ガス田から産出されている。

### エネルギー
タジキスタンのエネルギー供給は、世界一高いヌレークダムや中央アジア - 南アジア電力供給計画の一環として設計され近年完成間近であるサングトゥーダ・ダムなどで行っている水力発電に完全に依存している。水が足りなくなる冬季には、首都では都市セントラルヒーティング用のボイラーを使った小さな火力発電所しかない。その他には、ザラフシャン川などに大規模ダムなどを作らず、夏季に安定した水供給を約束する見返りとして、冬季にウズベキスタンやトルクメニスタンから電力を輸入している。7,000メートルを超える高山、深い谷と急流、比較的雨量の多い地中海性気候という条件下、年間発電量144億kW/h（2001年）のうち、97.7%を水力発電で賄っている。
安価で大量の電力生産は精錬に膨大な電力を必要とするアルミニウム工業を発達させるためであり、生産量は世界シェアの1.2%に当たる31万トンに達するが、原料となるボーキサイトはウクライナなどの外国からの輸入に頼っている。輸出金額に占めるアルミニウムの割合は53.7%にも達するが、その利権の全てがタジク国内にあるわけではない。

## 科学技術
タジキスタンでは科学技術が急速に発展しつつある。科学開発は、2030年までの国家開発戦略において優先事項とされており、実施期間を5年間かつ3段階に分けて進められている。
その主な目標は、エネルギーの確保、電気通信と輸送における開発計画、食料安全保障政策の保証ならび生産的な雇用を拡大することである。

## 国民

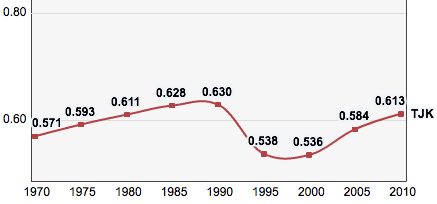
タジキスタンにおける人間開発指数ならび指標の傾向（1970年～2010年）

### 民族
| 民族構成（タジキスタン） | 民族構成（タジキスタン） | 民族構成（タジキスタン） | 民族構成（タジキスタン） | 民族構成（タジキスタン） |
| ------------------------ | ------------------------ | ------------------------ | ------------------------ | ------------------------ |
|                          |                          |                          |                          |                          |
| タジク人                 | タジク人                 |                          | 84.3%                    | 84.3%                    |
| ウズベク人               | ウズベク人               |                          | 13.8%                    | 13.8%                    |
| キルギス人               | キルギス人               |                          | 0.8%                     | 0.8%                     |
| ロシア人                 | ロシア人                 |                          | 0.5%                     | 0.5%                     |
| その他                   | その他                   |                          | 1%                       | 1%                       |

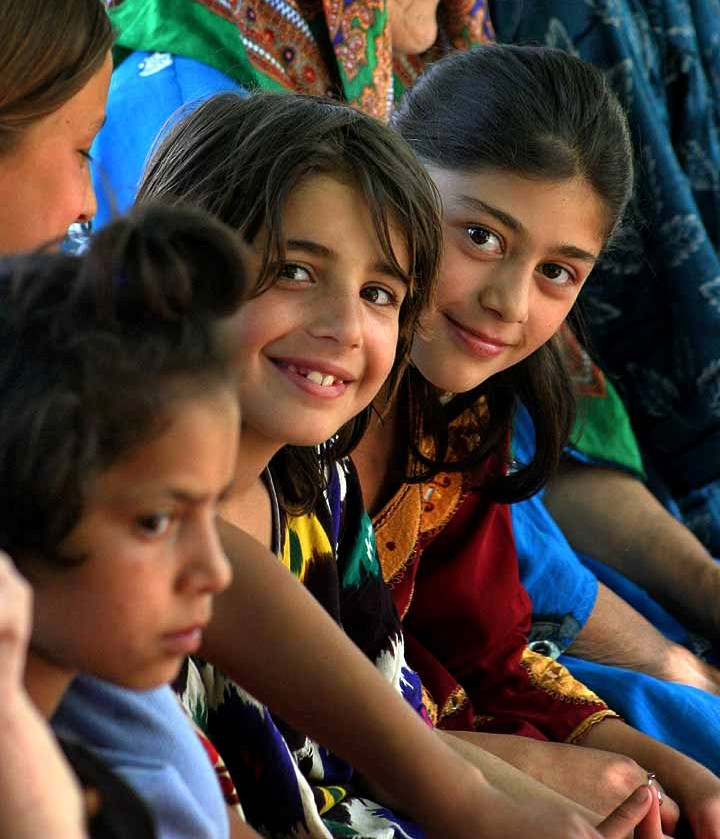
タジク人の子供たち

主な民族はタジク人、ウズベク人、ロシア人など。タジク人の話すタジク語はペルシア語に近く、方言の一種とされる。民族的にはイラン人に近いと考えられるが、タジク人を含めたタジキスタンのムスリム（イスラム教徒）の間ではスンナ派が多数を占め、イラン・イスラーム共和国の国教と同じシーア派の十二イマーム派の信徒はほとんどいない。むしろ、東部のパミール高原ではシーア派のイスマーイール派の信徒が大部分を占め、パキスタン北部と同様に寛容と自由に溢れるイスラム文化を築いている。
人名はソ連時代の名残りでロシア語風の姓が多く見受けられるが、2009年からロシア語が公用語での使用を廃止されるに至り、現在はロシア式の接尾辞を取り去った形のタジク語風の姓名あるいはタジク語そのものの姓名を用いる世帯が増加しつつある。
タジキスタンの人口比率は2010年センサスの時点で、タジク人（84.3%）が多数を占める。ウズベク人（13.8%）、キルギス人（0.8%）、ロシア人（0.5%）が次ぐ。
同国は中央アジア諸国で人口が最も急速に増加しているものの、人間開発指数では同エリア内の共和国の中で最下位となっている。なお、ロシア人人口は1959年に全人口の13.3%、ソ連からの独立前の1989年時点では7.6%を占めていたが、1990年代の内戦により大部分が流出し2010年には0.5%にまで低下した。

### 言語
チュルク系の言語が使われている中央アジアの中では唯一、住民の大多数の母語がペルシア語方言のタジク語であり、公用語となっている。帝政ロシアからソ連時代にかけて共通語であったロシア語は第二言語として教育・ビジネスなどで多く使用されている。ただし、2009年10月から国語法が成立し、公文書や看板、新聞はタジク語を用いることを義務づけられた。それにともない、違反者には罰金が科される。
ソビエト連邦の崩壊後に起きたタジキスタン内戦によるロシア人の大量流出によりロシア語の通用度が急激に低くなったが、現在では出稼ぎ先の大半はロシアであることと、高等教育にはロシア語習得が不可欠であることから、ロシア語教育も重要視されつつあり、国民の間ではロシア語学習熱が強い。また、独立後にトルコ語系のウズベク語やトルクメン語がキリル文字からラテン文字へ変わったが、ペルシャ語系のタジク語はキリル文字のままである。なお、ペルシャ文字風のキリル文字表記もみられ、ペルシャ文字への表記への移行も議論されている。
また、他にウズベク語、キルギス語、コワール語、シュグニー語、パミール諸語、ヤグノブ語なども使われている。

### 宗教
タジキスタン国民の多くはムスリムであり、スンナ派が大半を占める。また、歴史的にペルシャとの結びつきが強く、哲学者イブン・スィーナーなどのペルシャ人は尊敬されている。その他、ダルヴァーズ郡、ヴァンジ郡ならびにムルガーブ郡を除くゴルノ・バダフシャン自治州では、服装・戒律ともきわめて緩やかで、開放的なシーア派のイスマーイール派が大多数を占める。イスマーイール派のリーダーは「アーガー・ハーン」の称号を用い、宗教的指導者よりも精神的・思想的指導者としての面が強く、国境をまたいだアフガニスタンとタジキスタンのイスマーイール派の居住する地域と周辺部では、ビジネスおよび人道的支援の両面にわたる社会的事業を展開している。
2003年の推計では国民の85%がスンナ派ムスリム、5%がシーア派ムスリム、10%がその他であった。

### 教育
タジキスタンは旧ソ連時代から続く無料教育制度により、国家の貧困状態にも拘わらず識字率の高さを保持している。2011年の推計によれば、15歳以上の国民の識字率は99.7%（男性：99.8%、女性：99.6%）である。2011年の教育支出はGDPの3.9%だった。
教育制度は11-4制で、初等・中等教育（6歳～17歳）が義務教育である。後期中等教育にはリツェイ（8～11年生）が該当する。大学は4年制。全ての教育機関は教育科学省の管轄下にある（農業大学や芸術大学など例外あり）。外国語教育として、義務教育1年生からロシア語が必修であり、4年生以降は第二外国語（英語、ドイツ語、フランス語など）を学習する。

## 治安
タジキスタンの治安は最近良くなりつつある傾向を見せているものの、政治や経済が安定しておらず、貧困層による富裕層を狙った窃盗や強盗など金銭的な犯罪が多発している。
同国の統計資料によると、2020年の犯罪認知件数は23,460件（前年比106.7％）と2019年と比べ増加している。中でも、金品などの窃取を目的とした犯罪（窃盗：前年比15.9％増、侵入盗：同25.1％）は大きく増加しており、その背景には他国への出稼ぎ労働が深く関わっている。2020年からの新型コロナウイルス感染症の世界的感染拡大により、労働移民による送金額が大幅に減少するとともに、経済格差や物価が上昇したこと（2020年：前年比７％増）が挙げられている。
なお、外国人は旅行者を含めて多額の現金を所持していると捉えられており、犯罪者に狙われ易い傾向にあることから、多くの人が集まるバザール、観光地、空港、駅周辺などでは外国人を狙ったスリやひったくり被害が発生している。
一方、1998年7月に秋野元国連タジキスタン監視団（UNMOT）政務官他が殉職して以来、テロによる日本人・日本権益を直接標的としたテロ事件の被害は確認されていないものの近年、単独犯によるテロや一般市民が多く集まる公共交通機関など（ソフトターゲット）を標的としたテロが世界各地で頻発する他、爆弾テロなどの発生も後を絶たない為、テロの発生を予測し未然に防ぐことがますます困難となっている。

## 文化

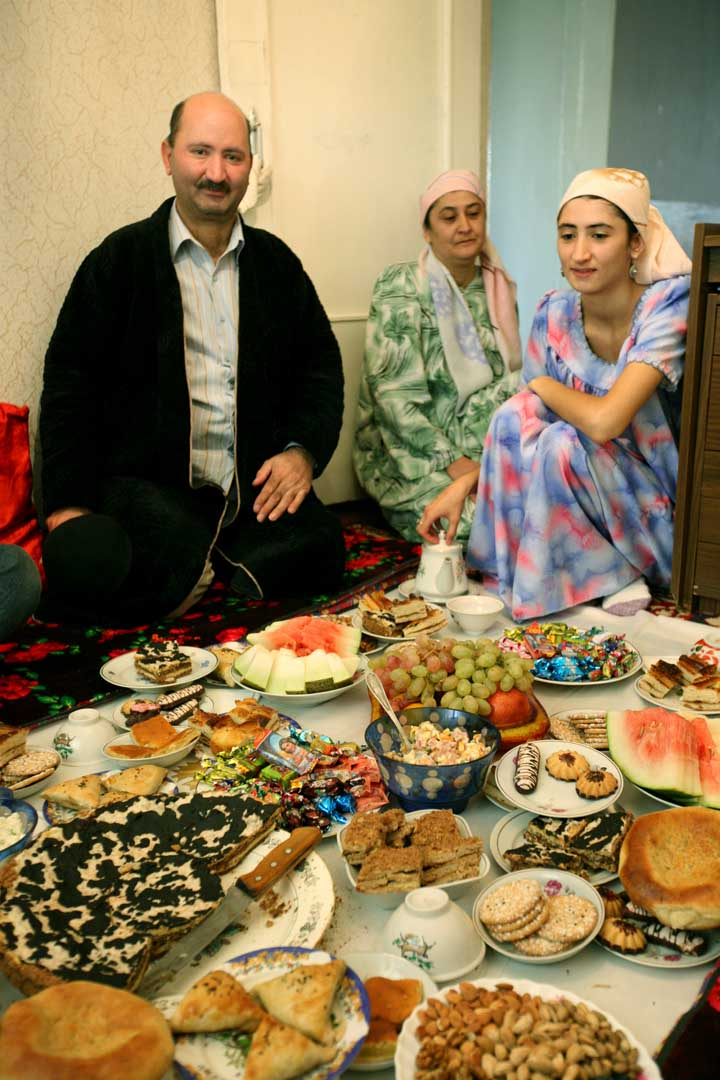
イド・アル＝フィトルを祝うタジク人家族

タジキスタンの文化は、ウズベキスタンの文化と同根であるが、ソビエト時代の共産政権下においては地域の文化組織は崩壊し、ウズベキスタンの文化とは分断された。しかし、このことはすべて悪い結果をもたらしたわけではなく、ソビエト時代には、タジキスタンは劇場と有名な小説家を輩出することにより知られていた。これらタジク知識人士は、タジク語とアラビア語・ペルシャ語との関連性を調節し、タジク語をより洗練されたものにした。

### 被服

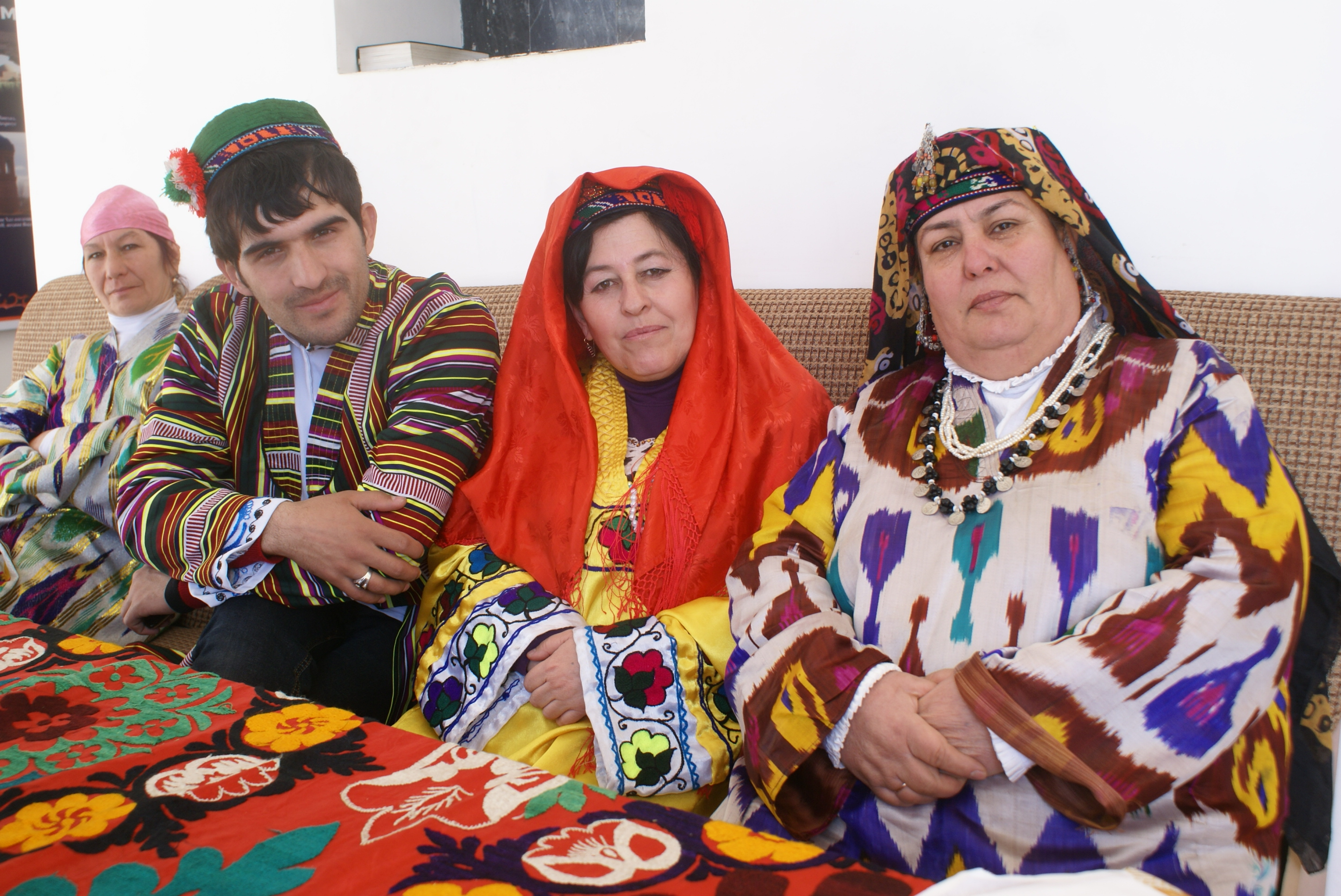
伝統的な民族衣装を身に纏ったタジク人

### 世界遺産
タジキスタン国内には、UNESCOの世界遺産リストに登録された文化遺産が1件、自然遺産が1件存在する。

### 祝祭日
| 日付              | 日本語表記   | 現地語表記                             | 備考             |
| ----------------- | ------------ | -------------------------------------- | ---------------- |
| 1月1日            | 新年         | Соли нави мелодӣ                       | -                |
| 3月8日            | 国際女性デー | Иди занон ва бонувони Тоҷикистон       | -                |
| 3月20日 - 3月22日 | ノウルーズ   | Ҷашни Наврӯз                           | イラン暦新年     |
| 5月9日            | 戦勝記念日   | Иди ғалаба                             | -                |
| 9月9日            | 独立記念日   | Ҷашни Истиқлолияти Ҷумҳурии Тоҷикистон | -                |
| 11月6日           | 憲法記念日   | Рӯзи Конститутсияи Ҷумҳурии Тоҷикистон | -                |
| -                 | 断食月明祭   | Иди Рамазон                            | ヒジュラ暦による |
| -                 | 犠牲祭       | Иди Қурбон                             | ヒジュラ暦による |

### スポーツ
サッカー
タジキスタン国内ではサッカーが最も人気のスポーツとなっており、1992年にサッカーリーグのタジク・リーグが創設された。FCイスティクロル・ドゥシャンベが圧倒的な強さを誇っており、2023年にはリーグ10連覇を達成している。
タジキスタンサッカー連盟（TFF）によって構成されるサッカータジキスタン代表は、これまでFIFAワールドカップには未出場である。AFCアジアカップには2023年大会で初出場を果たし、ベスト8の成績を収めた。

## 著名な出身者
- ラフモン・ナビエフ - 政治家
- ムヒッディーン・カビリ - 政治家
- ヌモンジョン・ハキモフ - 元サッカー選手
- マヌチェフル・ジャリロフ - サッカー選手
- ユスプ・アブドサロモフ - レスリング選手
- ラスル・ボキエフ - 柔道家
- タハミネー・ノルマトワ - 女優